# Viatge imaginari
El viatge imaginari és un subgènere de la literatura fantàstica on els personatges viatgen a un món diferent i el contrast amb la civilització original serveix com a reflexió social. Pot adquirir tints de sàtira, constituir una utopia o servir com a marc d'una novel·la d'idees. Es diferencia dels viatges d'aventures en aquesta intencionalitat crítica, malgrat en ambdós apareguin mons ficticis.
La Història vertadera de Llucià es considera un dels primers exemples de viatge imaginari. Altres obres claus del gènere són Els viatges de Gulliver o Micromégas.